# 泰伦斯·威尔卡特
泰伦斯·威尔卡特（Terrence Wade Wilcutt，1949年10月31日出生于美国肯塔基州拉塞尔维尔）是一位美国国家航空航天局的宇航员和美国海军陆战队军官。他四次执行航天飞机飞行。目前他在林顿·约翰逊太空中心任负责安全和飞行安全的副指挥长。

## 个人
威尔卡特在路易斯维尔长大。他在西肯塔基大学学习数学获得学士学位。他在高校里教了两年数学后加入美国海军陆战队。他被培训为飞行员，成为F/A-18大黄蜂战斗攻击机的飞行员，此后他进入海军飞机测试中心。

## 美国国家航空航天局生涯
1990年威尔卡特被选择为宇航员。1994年他飞行STS-68，1996年STS-79。1998他飞行STS-89赴和平號太空站，2000年STS-106赴國際太空站。

## 航天飞行
STS-68奮進號太空梭任务从1994年9月30日至10月11日，是美国国家航空航天局的地球科学任务中的一个。它是三次使用高级雷达飞行中的第二次。此外它还携带一个一氧化碳污染探测器。雷达和探测器均放在太空梭的货舱里，它们被用来研究地球表面和大气层、制作地球表面环境的雷达图像和一氧化碳的产生和运输。宇航员的即时观察和1.4万多张照片帮助分析仪器的结果。这次飞行非常成功地测试了长期环境和地质探测技术的可行性。STS-68是从佛罗里达州肯尼迪航天中心起飞的，在加州爱德华兹空军基地着陆，共持续11天5小时46分钟，飞行共470万英里，环绕地球183次。
STS-79阿特兰蒂斯号航天飞机任务从1996年9月16日至26日，是第四次美国和俄罗斯共同进行的航天飞机和和平号太空站系列任务。航天飞机从肯尼迪航天中心起飞，然后又在该处着陆。航天飞机与太空站在地面以上240英里处连接后传送补给、宇航员和科学仪器。航天飞机共向太空站传送和接纳了3.5吨补给，并首次在和平号太空站上交换美国宇航员。这次任务共持续10天3小时又18分钟，总共飞行390万英里，环绕地球159次。
STS-89从1998年1月22日至31日，是第八次航天飞机和和平号太空站接轨任务。奮進號太空梭的宇航员传送了9000磅多科学仪器、硬件和水。这也是第五次和最后一次美国宇航员交换。这次任务共持续了8天19小时又47分钟，总共飞行了360万英里，环绕地球138次。
STS-106阿特兰蒂斯号航天飞机任务从2000年9月8日至20日，在这次任务中航天飞机成功地为国际太空站准备接受第一批常驻宇航员。他们共运送了6600多磅补给、在太空站上装置电池、变压器、生命维持系统和体育锻炼器械。两名宇航员进行舱外活动，连接新到达的星辰号服务舱与太空站之间的电源线和数据以及通讯线路。这次任务共环绕地球185次，飞行490万英里，持续11天19小时又10分钟。